# Coccoidella scutula
Coccoidella scutula är en svampart som först beskrevs av Berk. & M.A. Curtis, och fick sitt nu gällande namn av Franz Xaver von Höhnel 1909. Coccoidella scutula ingår i släktet Coccoidella och familjen Coccoideaceae.   Inga underarter finns listade i Catalogue of Life.